# Battaglia di Argentovaria
La battaglia di Argentovaria fu combattuta nel maggio 378 tra l'esercito dell'imperatore romano Graziano e 40 000 Lentiensi (una tribù della confederazione alemannica), ad Argentovaria.
Graziano diede il comando dell'esercito a Naniemo e Mallobaude. Durante la battaglia morì il re dei Lentiensi Priario e insieme a lui caddero 30 000 guerrieri e altri 5 000 furono fatti prigionieri. Dopo questa vittoria, Graziano adottò il titolo Alamannicus maximus e i Lentiensi uscirono dalla storia.